# 阿辛
阿辛，是西班牙阿拉贡自治区萨拉戈萨省的一个市镇。 总面积19平方公里，总人口100人（2001年），人口密度5人/平方公里。